# El Tornadizo
El Tornadizo est une commune de la province de Salamanque dans la communauté autonome de Castille-et-León en Espagne.

## Géographie

### Communes limitrophes
| Linares de Riofrío   |                          | Monleón              |
| San Miguel de Valero | El Tornadizo             | Endrinal, Los Santos |
|                      | San Esteban de la Sierra |                      |

## Démographie
Évolution démographique depuis 1900
| 1900 | 1910 | 1920 | 1930 | 1940 | 1950 | 1960 | 1970 | 1981 | 1991 | 2000 | 2014 | 2017 | 2019 |
| ---- | ---- | ---- | ---- | ---- | ---- | ---- | ---- | ---- | ---- | ---- | ---- | ---- | ---- |
| 463  | 421  | 310  | 327  | 348  | 360  | 337  | 298  | 181  | 137  | 147  | 98   | 93   | 93   |